# Gundanapalli, Bilgi
Gundanapalli là một làng thuộc tehsil Bilgi, huyện Bagalkot, bang Karnataka, Ấn Độ.